# 제임스 카렌

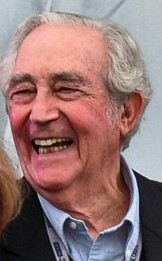

제임스 캐런(James Karen, 1923년 11월 28일 ~ 2018년 10월 23일)은 미국의 배우, 성우이다.
윌크스바에서 태어났으며 로스앤젤레스에서 사망하였다. 사인은 심정지이다.

## 출연 작품
- 레인 프롬 스타스 (2013년)
- 드류 피터슨: 언터처블 (2012년)
- 잭과 콩나무 (2010년)
- 다크 앤 스토미 나잇 (2009년)
- 트레일 오브 더 스크리밍 포헤드 (2007년)
- 내셔널트레져: 보물의비밀 (2006, Outlaw Trail: The Treasure of Butch Cassidy)
- 행복을 찾아서 (2006년) - 마틴 프롬 역
- 수퍼맨 리턴즈 (2006년) - 벤 허바드 역
- 언덕 위의 집 (2003년)
- 멀홀랜드 드라이브 (2001년) - 월리 브라운 역
- D-13 (2000년)
- 걸 (1999년)
- 애니 기븐 선데이 (1999년) - 에드 필립스 역
- 샤도우 다우트 (1998년)
- 에너미 라인 (1998년)
- 죽음보다 무서운 비밀 (1998년)
- 프리덤 스트라이크 (1997년)
- 업 클로즈 앤 퍼스널 (1996년)
- 피라나 (1995년)
- 터프 앤 데들리 (1995년)
- 닉슨 (1995년)
- 콩고 (1995년)
- 위험한 동반자 (1994, The Companion)
- 키스 굿나잇 (1994년)
- 알렉스 추락하다 (1993, Staying Afloat)
- 바디 오브 에버던스 (1992년)
- 저주의 탄생 (1991년)
- 배반의 키스 (1991년)
- 더 클로저 (1990년)
- 굿 훼밀리 (1990년)
- 인턴 X (1990년)
- 부서진 꿈 (1990년)
- 세 여자의 결혼 이야기 (1990년)
- 코치 (1989년)
- 바탈리언 2 (1988년) - 에드 역
- BBC 클럽 (1987년)
- 월 스트리트 (1987년)
- 하드바디 2 (1986년)
- 화성에서 온 침입자 (1986년)
- 톱니 바퀴의 칼날 (1985년)
- 바탈리언 (1985년) - 프랭크 역
- 위대한 소망 (1984년)
- 외계인 메스타 (1982년)
- 여배우 프란시스 (1982년)
- 폴터가이스트 (1982년) - 미스터 티그 역
- 재즈 싱어 (1980년)
- 차이나 신드롬 (1979년)
- 카프리콘 프로젝트 (1978년)
- 게더링 (1977년)
- 오프닝 나이트 (1977년)
- 조이에게 일어난 일 (1977, Something for Joey)
- 모두가 대통령의 사람들 (1976년)
- 라이벌스 (1972년)
- 뉴욕의 헤라클레스 (1970년)
- 아버지의 노래 (1970년)
- 프랑켄슈타인 우주괴물 만나다 (1965년)
- 네드와 스테이시

### 텔레비전
- 블루문 특급 - 파일롯 (1985년)
- 달라스 (1978년)
- 아들과 딸들 (1977년)
- 형사 Q (1976년)
- 애즈 더 월드 턴즈 (1956년)
- 다이너스티 (1981년)
- 비버리힐즈의 아이들 (1990년)